# Tiro desportivo nos Jogos Parapanamericanos de 2019
As competições de Para-Tiro esportivo nos Jogos Parapan-Americanos de 2019 foram realizadas em Lima na Base Aérea de Las Palmas.
Esta foi a primeira aparição do tiro esportivo nos Jogos Parapan. Foram realizados 8 eventos, divididos em 1 para homens, 1 para mulheres e 5 eventos mistos, contando com a participação de 40 esportistas de 11 países participantes.

## Medalhistas

### Masculino
| Evento                     | Ouro                         | Prata                     | Bronze                                  |
| -------------------------- | ---------------------------- | ------------------------- | --------------------------------------- |
| P1 - Pistola de ar 10m SH1 | Geraldo Rosenthal BRA Brasil | Adriano Sérgio BRA Brasil | Michael Tagliapietra USA Estados Unidos |

### Feminino
| Evento                     | Ouro                       | Prata                       | Bronze                      |
| -------------------------- | -------------------------- | --------------------------- | --------------------------- |
| P2 - Pistola de ar 10m SH1 | Yenigladys Suárez CUB Cuba | Débora Rodriguez BRA Brasil | Maria Restrepo COL Colômbia |

### Mistos
| Evento                     | Ouro                                    | Prata                           | Bronze                          |
| -------------------------- | --------------------------------------- | ------------------------------- | ------------------------------- |
| P3 - Pistola 25m SH1       | Michael Tagliapietra USA Estados Unidos | Geraldo Rosenthal BRA Brasil    | Yenigladys Suárez CUB Cuba      |
| P4 - Pistola 50m SH1       | Geraldo Rosenthal BRA Brasil            | Marino Heredia CUB Cuba         | Adriano Sérgio BRA Brasil       |
| R3 - Rifle deitado 10m SH1 | Taylor Farmer USA Estados Unidos        | Jorge Arcela PER Peru           | Kevin Nguyen USA Estados Unidos |
| R4 - Rifle de ar 10m SH2   | Mckenna Dahl USA Estados Unidos         | Alexandre Galgani BRA Brasil    | Bruno Kiefer BRA Brasil         |
| R5 - Rifle deitado 10m SH2 | [Stetson Bardfield]] USA Estados Unidos | Mckenna Dahl USA Estados Unidos | Bruno Kiefer BRA Brasil         |
| R6 - Rifle deitado 50m SH1 | Kevin Nguyen USA Estados Unidos         | Carlos Garletti BRA Brasil      | Robert Beach USA Estados Unidos |

## Quadro de medalhas
| Ordem | País               | Medalha de ouro | Medalha de prata | Medalha de bronze |    |
| ----- | ------------------ | --------------- | ---------------- | ----------------- | -- |
| 1     | USA Estados Unidos | 5               | 1                | 3                 | 9  |
| 2     | BRA Brasil         | 2               | 5                | 3                 | 10 |
| 3     | CUB Cuba           | 1               | 1                | 1                 | 3  |
| 4     | PER Peru           |                 | 1                |                   | 1  |
| 5     | COL Colômbia       |                 |                  | 1                 | 1  |
| TOTAL | TOTAL              | 8               | 8                | 8                 | 24 |